# Victor Uwaifo
Victor Uwaifo (?, 1er mars 1941 – ?, 28 août 2021) est un artiste nigérian.

## Biographie
Sir Victor Efosa Uwaifo est un musicien, écrivain, sculpteur et inventeur d'instruments de musique nigérian, professeur d'université, légende de la musique et premier honorable commissaire aux arts, Culture et tourisme au Nigéria. Il a remporté le premier disque d'or en Afrique (Joromi) sorti en 1965 et sept autres disques d'or dans Guitar boy, Arabade, Ekassa series et Akwete music. Il a enregistré sous le nom de Victor Uwaifo et His Titibitis. Il a été reconnu comme la légende de la musique de scène, l'inventeur d'instruments de musique et l'artiste le plus éduqué au monde avec un BA avec distinction (major de promotion), une maîtrise et un doctorat. en sculpture architecturale (Thèse : Une réinvention des pièces ancestrales royales du Bénin, Université du Bénin, Nigéria). [3]